# Another World
Another World és el segon àlbum d'estudi de Brian May, conegut guitarrista de Queen. Va ser enregistrat al seu estudi de casa després de la conclusió del darrer àlbum de Queen: Made In Heaven. Another World va ser publicat al Regne Unit l'1 de juny de 1998 i el 15 de setembre d'aquell any als EUA. Inicialment Brian va començar el disc pensant en fer un disc de versions. El concepte d'Herois era per enregistrar les seves cançons preferides dels seus artistes favorits, però la idea aviat va canviar per la de fer un disc amb cançons pròpies.
El bateria Cozy Powellva va morir en un accident de cotxe poc abans que es finalitzés tot el disc.

## Llista de cançons
Totes les cançons escrites i compostes per Brian May, exceptuant les anotades.
1. "Space" - 0:47
2. "Business" - 5:07
3. "China Belle" - 4:01
4. "Why Don't We Try Again" - 5:24
5. "On My Way Up" - 2:57
6. "Cyborg" - 3:54
7. "The Guv'nor" - 4:13
8. "Wilderness" - 4:52
9. "Slow Down" (Larry Williams) - 4:18
10. "One Rainy Wish" (Jimi Hendrix) - 4:05
11. "All The Way From Memphis" (Ian Hunter) - 5:16
12. "Another World" - 7:30
  - La cançó "Another World" finalitza al 4:05, després d'un minut de silenci al 5:05, apareix una cançó amagada consistent en el piano de "Business". Aquesta no està inclosa a l'edició japonesa de l'àlbum.
13. "F.B.I" (Hank Marvin) (Bonus track exclusiu al Japó)
14. "Hot Patootie" (Richard O'Brien) (Bonus track exclusiu al Japó)

## Personal
- Brian May - totes les veus, instruments i programació exceptuant:
- Cozy Powell - bateries a "Business", "China Belle", "The Guv'nor", "Slow Down", "One Rainy Wish", i "All The Way From Memphis", bateria i percussió a "Why Don't We Try Again?"
- Steve Ferrone - bateries a "Another World"
- Neil Murray - baix a "China Belle", "Slow Down", "One Rainy Wish", i "All The Way From Memphis"
- Ken Taylor - baix a "Another World"
- Jamie Moses - guitarra a "Slow Down"
- Spike Edney - teclats a "Slow Down"
- London Metropolitan Orchestra - Instruments de corda a "One Rainy Wish", dirigit per Michael Kamen
- Cathy Porter - cors a "On My Way Up"
- Shelley Preston - cors a "On My Way Up" and "All The Way From Memphis"
- Nikki Love - cors a "All The Way From Memphis"
- Becci Glover - cors a "All The Way From Memphis"
- Taylor Hawkins - bateries a "Cyborg"
- Jeff Beck - guitarra a "The Guv'nor"
- Ian Hunter - narrador especial a "All The Way From Memphis"

### Producció
- Arranjament i Producció per Brian May
- Enginyeria i Co-Producció per Justin Shirley-Smith
- Enregistrat a Allerton Hill Studio
- Masteritzat per Kevin Metcalfe a Townhouse Studios
- Administració executiva - Jim Beach
- Administració, teràpia, cura de dia - Julie Glover
- Disseny i fotografia - Richard Gris
- Supervisió d'equip, manteniment, material - Pete Malandrone